# 液态金属 (商品名)
Liquidmetal（由液態與金屬兩字所複合）與 Vitreloy是一系列由加州理工學院研究團隊所開發出來的非晶态金属合金的商業名稱，目前由該團隊所組織的液態金屬科技公司（Liquidmetal Technologies Inc.）進行行銷，並是公司的產品名稱與商標名稱。
雖然名稱中包含液態，但在常溫下其實並不是液態，而是非結晶的固態（又稱无定形体），類似玻璃，這樣的物質也被稱為金屬玻璃。

## 特性
「液態金屬」這種合金內含數種原子，這些原子的大小具有顯著差異，形成一種低自由空間的緊密混合物。 這一物質不像結晶物質那樣在明顯的熔點下由固態突然轉為液態，反而更像是玻璃：隨著溫度的升高，黏滯度會逐漸降低。 由於在較高溫時具有可塑性，因此在使用模具進行成型時，可以易於控制它的機構特性。 這一黏滯性也防止原子產生足夠的移動而構成有秩序的晶格，因此在加熱成型與冷卻之後，仍然能保持非結晶的狀態。

## 用途
Liquidmetal 結合了多種在一般金屬中所沒有的特性，因此有廣泛的應用。
第一個商業用途是製作高爾夫球所用球杆的杆頭，

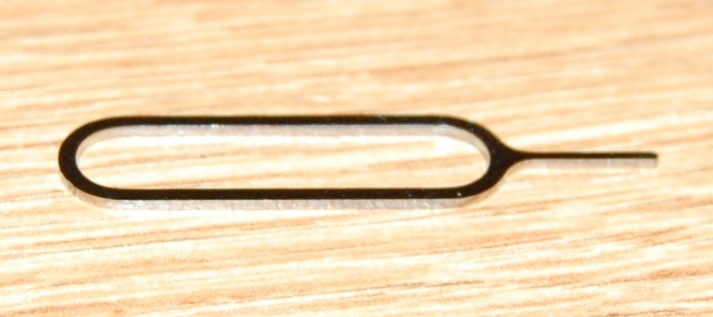
用 Liquidmetal 材料所製的 iPhone SIM卡取卡工具

一個知名的用途是蘋果公司在所發售的iPhone中所附的 SIM 卡取卡工具是使用 liquidmetal 所製，被認為是該公司對這一金屬材料的使用可行性上的操練。

## 合金商品的成份
以 Liquidmetal 為商標進行販售的這一系列锆合金商品的成份示例，依照莫耳百分比表示:
- 早期的 Vitreloy 1 合金

鋯: 41.2, 铍: 22.5, 钛: 13.8, 銅: 12.5, 鎳: 10
- 一個變化品種 Vitreloy 4，或稱 Vit4

鋯: 46.75, 鈹: 27.5, 鈦: 8.25, 銅: 7.5, 鎳: 10
- Vitreloy 105，或稱 Vit105:

鋯: 52.5, 鈦: 5, 銅: 17.9, 鎳: 14.6, 鋁:10
- 較近期開發出來的 Vitreloy 106a，在不太快的冷卻過程可形成玻璃狀

鋯: 58.5, 銅: 15.6, 鎳: 12.8, 鋁: 10.3, 铌: 2.8

## 商業授權
- 蘋果公司取得了在消費電子產品使用此合金的獨家授權。[5]
- 斯沃琪集團取得了在鐘錶上使用此合金的獨家授權。[6]

## 附註與參考資料
1. ↑  .   [2012-04-20]. （原始内容存档于2012-12-09）.
2. ↑  何鎮揚老師, 葉名倉教授. . 2009-07-29  [2014-08-15]. （原始内容存档于2014-08-19） （中文）.
3. ↑  (晶格的英文是 lattice
4. ↑  .   [2012-04-20]. （原始内容存档于2011-12-21）.
5. ↑  . MacRumors.   [June 29, 2017]. （原始内容存档于July 12, 2016）.
6. ↑  . Press release. The Swatch Group. March 10, 2011  [2017-06-29]. （原始内容存档于2018-01-24）.

## 外部連結
- Liquidmetal 公司對該技術的介紹(英文) （页面存档备份，存于）
- Liquidmetal: Redefining Metals for the 21st Century （页面存档备份，存于）